# Campingplads (film)
Campingplads er en film instrueret af Ali Alwan efter manuskript af Anne Hjort.

## Handling
Reportage fra livet på en campingplads på Samsø. Campingpladsen ses som en introduktion til Danmark, som et dansk mikrokosmos.